# اروین گالسکی
اروین گالسکی (انگلیسی: Erwin Galeski؛ زادهٔ ۲۹ اکتبر ۱۹۴۵) بازیکن فوتبال اهل آلمان است.
از باشگاه‌هایی که در آن بازی کرده‌است می‌توان به باشگاه فوتبال بوخوم اشاره کرد.